# 김진수 (레슬링 선수)
김진수(金進洙, 1974년 5월 15일~)는 대한민국의 레슬링 선수이다. 1996년 하계 올림픽과 2000년 하계 올림픽에 대한민국 국가대표로 참가했다.